# Kärlkramp
Kärlkramp eller angina pectoris, är tillfälliga smärtattacker i bröstet som förekommer i samband med att hjärtats kranskärl inte klarar av att försörja hjärtmuskeln med blod (myokardiell ischemi). Kärlkramp förekommer ofta i situationer då hjärtmuskeln tvingas prestera hårdare än normalt, och därmed kräver större blodförsörjning. Exempelvis vid fysisk eller psykisk stress kan personer med hjärtbesvär drabbas av smärtorna. Angina kommer av latinets angere, sammantrycka, strypa) är en allmän benämning på inflammatoriska tillstånd i svalget och tonsillerna (mandlarna), men kan även beteckna vissa sjukiga tillstånd med annan lokalisering.
Den underliggande orsaken till kärlkramp är en förträngning av hjärtats kranskärl (ateroskleros) eller exempelvis en förstoring av hjärtmuskeln (myokardiell hypertrofi) på grund av ökad kärlresistans (arterioskleros) i systemkretsloppet. Den ökade muskelmassan utvecklar en större kraft, vilket i sin tur komprimerar kranskärlen vid kontraktion.

## Symptom
Personen upplever obehagskänsla i bröstet oftast i vänster del som kan stråla ut i vänster arm men även upp mot halsen, käkarna och skuldrorna (så kallad refererad smärta). Personen bryter oftast samtidigt ut i kallsvett och darrningar. Vid kärlkramp går symtomen över inom tio minuter, medan smärtan vid hjärtinfarkt, som i övrigt kan vara svår att skilja från kärlkramp, ofta varar mer än 20 minuter.
Vid vila kan man få milda symptom, vilket särskiljer angina från hjärtinfarkt som uppkommer när någon artär i hjärtat är mer fullständigt igensatt (blodpropp i kranskärl). Vid hjärtinfarkt är smärtan ofta mer ihållande även i vila. Hjärtinfarkt är dock inte alltid förenad med smärta.  
Kvinnor upplever ofta mer diffusa symtom vid kärlkramp. Många gånger saknas de klassiska symtomen helt och ersätts av andra åkommor som till exempel magont, ryggont eller ångest.
Ett annat exempel är "fönstertittarsjuka", claudicatio intermittens. Det är samma typ av tillstånd i benen, till följd av att deras artärer har blivit arteriosklerotiska.

## Undersökning
EKG vid vila och/eller ansträngning (arbetsprov; cykling) kan göras för att påvisa typiska EKG-förändringar vid angina. Vid akut isättande kärlkramp som ej släpper inom några minuter efter intag av nitroglycerin (se nedan) analyseras troponin för uteslutande av hjärtinfarkt.

## Behandling
Nitroglycerin lindrar besvären genom att vidga hjärtats kranskärl vilket medför att blodflödet normaliseras. Nitroglycerin omvandlas i kroppen till kvävemonoxid, en signalsubstans som gör att muskulaturen slappnar av.
Betablockerare och/eller kalciumhämmare kan också ges. Vid svår kärlkramp eller hjärtinfarkt kan behandling ske med ballongvidgning ("sprängning") av kranskärl men även bypassoperation kan komma ifråga.
Om medicinska behandlingar inte fungerar kan det också vara nödvändigt med operativa behandlingar som ballongvidgning, bypass, off-pump kirurgi och till och med i extremfall ryggmärgsstimulering.